# Cochliopalpus fimbriatus
Cochliopalpus fimbriatus là một loài bọ cánh cứng trong họ Cerambycidae.